# Anoteropsis cantuaria
Anoteropsis cantuaria là một loài nhện trong họ Lycosidae.
Loài này thuộc chi Anoteropsis. Anoteropsis cantuaria được Cor J. Vink miêu tả năm 2002.